# فكتور هاي (لاعب كرة قدم)
فكتور هاي (بالأوكرانية: Гей Віктор Вікторович)‏ (بالمجرية: Viktor Viktorovics Hei)‏ هو لاعب كرة قدم مجري وأوكراني، ولد في 2 فبراير 1996 في Nizhnii Koropets' ‏ في أوكرانيا. لعب مع هوفيرلا أوجهورود ‏.

## وصلات خارجية
- فكتور هاي (لاعب كرة قدم) على موقع اتحاد أوكرانيا (الإنجليزية)
- فكتور هاي (لاعب كرة قدم) على موقع قاعدة بيانات كرة القدم.إي يو (الإنجليزية)
- فكتور هاي (لاعب كرة قدم) على موقع Soccerway.com (الإنجليزية)
- فكتور هاي (لاعب كرة قدم) على موقع عالم كرة القدم.نت (الإنجليزية)